# TPS Salibandy
Il TPS Salibandy (o Turun Palloseura, o semplicemente TPS) è una squadra di floorball finlandese di Turku.
La società fu fondata nel 1922; la sezione di floorball fu fondata nel 1995, e conta più di 850 membri, essendo il terzo club di floorball più grande in Finlandia. Sia la squadra maschile che quella femminile giocano nella Salibandyliiga, la massima serie nazionale.